# Musette
 Musette  er det franske ord for sækkepibe, der i Frankrig især er blevet brugt i det keltiske Bretagne. Det er i dag blevet betegnelsen for en dans fra Bretagne i 2/4-dels takt, hvis musik oprindelig blev fremført af sækkepiber.
| Dans | Spire Denne artikel om dans eller danseudtryk er en spire som bør udbygges. Du er velkommen til at hjælpe Wikipedia ved at udvide den. |